# アカシアオルケスタ
アカシアオルケスタ（あかしあおるけすた）とは、日本のロックバンドである。関西を中心に活動している。2007年6月にボーカルの藤原岬を中心に、大阪で結成。ロックバンドながら、ジャズ、ラテン、昭和歌謡、テクノ・ポップの雰囲気をかもし出す曲も多い。

## メンバー
- 藤原岬（ふじわら みさき、1980年1月24日 - ） 歌い手（ボーカル）

神戸のJFN系FMラジオ局であるKiss-FM KOBEの番組で、2008年からDJを務めている。
また、大型ビジョン「ラジカルビデオジョッキー」でVJも務めている。
- 西村広文（にしむら ひろふみ、9月30日 - ） キーボード弾き手（キーボード）
- 北川慶祐（きたがわ けいすけ、12月24日 - ） 叩き手（ドラム）

## 旧メンバー
- 佐野優（さの まさる、11月29日 - ） ベース弾き手（ベース）

## ディスコグラフィー

### シングル
1. ヒトリアソビ（2007年6月） - 現在は廃盤。
一人遊び／君がくれた青
2. 大嫌い（DDCE-3009、2009年4月26日）
大嫌い／息吹／カナリヤ（Live）
3. プレイゲーム（FNSK-1221、2009年12月21日）
プレイゲーム／あなたのあたし
4. 大停電（FNSK-0001、2017年4月16日）
大停電／サーチライト／雨宿り

### アルバム
1. テアタリシダイ（FNSK-0753）（2007年10月23日）
2. カゴノトリ（DDCE-3009）（2008年10月29日）- 現在は廃盤。
3. タイクツシノギ（OMCA-1138）（2010年12月15日）
4. メカシドキ（OMCA-1144）（2011年11月30日）
5. ヒョウリイッタイ（OMCA-1165）（2013年3月20日）
6. コノヨノカギリ（FNSK-0002）（2018年05月09日）

### ベストアルバム
1. ヒトクギリ（COCP-40077）（2017年7月19日）

### 配信シングル
1. ソノバシノギ（2010年11月10日）
2. ステージ（2011年8月31日）
3. 愛撫（2011年9月28日）
4. アカツキ（2011年10月26日）
5. スーパースター（2013年3月13日）

## 出演番組

### ラジオ
1. 「Pick UP!!」（TBCラジオ、2011年7月2日）
2. 「J-SIDE STATION」（Date fm、2011年12月1日）
3. 「Listen♪」（Date fm、同上）
4. 「STEPPIN' TOHOKU」（Date fm、2011年12月2日）
5. 「マイタウンレディオ」（ラジオ3、同上）
6. 「IT'S MY RADIO」（FM青森、2011年12月7日）
7. 「NIGHT RAMBLER WEDNESDAY」（FM802、同上）
8. 「Crescendo」（Date fm、2011年12月8日）
9. 「Pick UP!!」（TBCラジオ、2011年12月10日）
10. 「...Love Music」（TBCラジオ、2011年12月12日）
11. 「MEGA☆ROCKS」（Date fm、2011年12月18日）
12. 「サバトセーラ」（NHK-FM、NHK仙台放送局制作、東北6県ネット、2012年1月14日）
13. 「MUSIC APPLE」（Kiss-FM KOBE、2012年4月～2013年6月）
14. 「Kiss Music Presenter」（Kiss-FM KOBE、2018年4月11日）

### テレビ
1. 「BIG TIME TELEVISION」（サンテレビ、2012年1月21日）